# 曽屋
曽屋（そや）は、神奈川県秦野市の地名、町名。同市の8地区の分類では本町地区。一部では住居表示が実施され、曽屋一～二丁目が存在する。

## 地理
秦野市中西部に位置する。入船町・寿町・元町・末広町を挟んで東側には飛び地がある。西部には工業団地や水無川、中部には葛葉川が流れ、東部には曽屋川とも呼ばれる金目川、弘法山公園がある。町内を国道246号線や、東名高速道路秦野中井ICと国道246号線の接続道路である県道71号線が通っている。

### 面積
面積は以下の通りである。
| 大字・丁目 | 面積（km2） |
| ---------- | ----------- |
| 曽屋       | 3.643       |
| 曽屋一丁目 | 0.098       |
| 曽屋二丁目 | 0.105       |
| 計         | 3.846       |

### 地価
住宅地の地価は、2023年（令和5年）1月1日の公示地価によれば、曽屋字祇園下3278番3の地点で8万5700円/m2、曽屋字六間810番35の地点で8万5400円/m2となっている。

## 世帯数と人口
2023年（令和5年）4月1日現在（秦野市発表）の世帯数と人口は以下の通りである。
| 大字・丁目 | 世帯数    | 人口     |
| ---------- | --------- | -------- |
| 曽屋       | 4,299世帯 | 9,231人  |
| 曽屋一丁目 | 228世帯   | 478人    |
| 曽屋二丁目 | 336世帯   | 705人    |
| 計         | 4,863世帯 | 10,414人 |

### 人口の変遷
国勢調査による人口の推移。
| 年                 | 人口   |
| ------------------ | ------ |
| 1995年（平成7年）  | 9,469  |
| 2000年（平成12年） | 10,165 |
| 2005年（平成17年） | 10,329 |
| 2010年（平成22年） | 10,365 |
| 2015年（平成27年） | 10,262 |
| 2020年（令和2年）  | 10,380 |

### 世帯数の変遷
国勢調査による世帯数の推移。
| 年                 | 世帯数 |
| ------------------ | ------ |
| 1995年（平成7年）  | 3,276  |
| 2000年（平成12年） | 3,608  |
| 2005年（平成17年） | 3,809  |
| 2010年（平成22年） | 3,959  |
| 2015年（平成27年） | 4,055  |
| 2020年（令和2年）  | 4,316  |

## 学区
市立小・中学校に通う場合、学区は以下の通りとなる（2021年5月時点）。
| 大字 | 丁目・番地                          | 小学校             | 中学校             |
| ---- | ----------------------------------- | ------------------ | ------------------ |
| 曽屋 | 一丁目、二丁目、1～1854、5088～5999 | 秦野市立本町小学校 | 秦野市立本町中学校 |
| 曽屋 | 3187～4834、6001～6052              | 秦野市立末広小学校 | 秦野市立本町中学校 |

## 事業所
2021年（令和3年）現在の経済センサス調査による事業所数と従業員数は以下の通りである。
| 大字・丁目 | 事業所数  | 従業員数 |
| ---------- | --------- | -------- |
| 曽屋       | 356事業所 | 9,790人  |
| 曽屋一丁目 | 20事業所  | 100人    |
| 曽屋二丁目 | 16事業所  | 142人    |
| 計         | 392事業所 | 10,032人 |

### 事業者数の変遷
経済センサスによる事業所数の推移。
| 年                 | 事業者数 |
| ------------------ | -------- |
| 2016年（平成28年） | 393      |
| 2021年（令和3年）  | 392      |

### 従業員数の変遷
経済センサスによる従業員数の推移。
| 年                 | 従業員数 |
| ------------------ | -------- |
| 2016年（平成28年） | 9,683    |
| 2021年（令和3年）  | 10,032   |

## 交通

### 鉄道[18]
- 小田急小田原線秦野駅より徒歩約20分

### 路線バス[18]
- 小田急小田原線秦野駅より約15分

### 道路

#### 国道
- 国道246号線

#### 県道
- 県道62号線
- 県道71号線
- 県道704号線
- 県道705号線

## 周辺
- 曾屋神社
- くずはの家
- 弘法山公園
- 秦野市消防本部
- 平塚保健福祉事務所 秦野センター
- 神奈川県立秦野曽屋高等学校
- はだのクリーンセンター
- 名水はだの富士見の湯
- 秦野自動車教習所
- フォルテ秦野
- 秦野ショッピングセンター
- ユーコープ 秦野曽屋店
- 神奈川中央交通秦野営業所
- NITTAN 本社工場
- スタンレー電気 秦野製作所
- 不二家 秦野工場

## その他

### 日本郵便
- 郵便番号 : 257-0031[3]（集配局 : 秦野郵便局[19]）。